# Turnen op de Olympische Zomerspelen 1968
Turnen is een van de sporten die beoefend werden tijdens de Olympische Zomerspelen 1968 in Mexico-Stad. Het toernooi vond plaats in het Nationaal Auditorium in de gemeente Miguel Hidalgo in Mexico-Stad.

## Heren

### team
| rang   | sporter(s)                                                                                      | land | punten |
| ------ | ----------------------------------------------------------------------------------------------- | ---- | ------ |
| Goud   | Sawao Kato Akinori Nakayama Eizo Kenmotsu Takeshi Kato Yukio Endo Mitsuo Tsukahara              | JPN  | 575.90 |
| Zilver | Mikhail Voronin Sergej Diomidov Viktor Klimenko Valeri Karasjov Viktor Lisitsky Valeri Iljinykh | URS  | 571.10 |
| Brons  | Matthias Brehme Klaus Köste Siegfried Fülle Peter Weber Gerhard Dietrich Günter Beier           | GDR  | 557.15 |
| 4      | Václav Kubička Jiří Fejtek František Bočko Bohumil Mudřík Miloslav Netušil Václav Skoumal       | TCH  | 557.10 |
| 5      | Wilhelm Kubica Mikołaj Kubica Sylwester Kubica Andrzej Gonera Aleksander Rokosa Jerzy Kruża     | POL  | 555.40 |
| 6      | Miroslav Cerar Janez Brodnik Milenko Kersnič Miloš Vratič Damir Anić Martin Šrot                | YUG  | 550.75 |
| 7      | Dave Thor Fred Roethlisberger Steve Hug Steve Cohen Sidney Freudenstein Kanati Allen            | USA  | 548.90 |
| 8      | Heinz Haussler Helmut Tepasse Heiko Reinemer Hermann Hopfner Erich Hess Willi Jaschek           | FRG  | 548.35 |

### individuele meerkamp
| rang   | sporter(s)       | land | punten |
| ------ | ---------------- | ---- | ------ |
| Goud   | Sawao Kato       | JPN  | 115.90 |
| Zilver | Mikhail Voronin  | URS  | 115.85 |
| Brons  | Akinori Nakayama | JPN  | 115.65 |
| 4      | Eizo Kenmotsu    | JPN  | 114.90 |
| 5      | Takeshi Kato     | JPN  | 114.85 |
| 6      | Sergej Diomidov  | URS  | 114.10 |
| 7      | Viktor Klimenko  | URS  | 113.95 |
| 8      | Yukio Endo       | JPN  | 113.55 |

### vloer
| rang   | sporter(s)       | land | punten |
| ------ | ---------------- | ---- | ------ |
| Goud   | Sawao Kato       | JPN  | 19.475 |
| Zilver | Akinori Nakayama | JPN  | 19.400 |
| Brons  | Takeshi Kato     | JPN  | 19.275 |
| 4      | Mitsuo Tsukahara | JPN  | 19.050 |
| 5      | Valeri Karasjov  | URS  | 18.950 |
| 6      | Eizo Kenmotsu    | JPN  | 18.925 |

### paard voltige
| rang   | sporter(s)      | land | punten |
| ------ | --------------- | ---- | ------ |
| Goud   | Miroslav Cerar  | YUG  | 19.325 |
| Zilver | Eino Laiho      | FIN  | 19.225 |
| Brons  | Mikhail Voronin | URS  | 19.200 |
| 4      | Wilhelm Kubica  | POL  | 19.150 |
| 5      | Eizo Kenmotsu   | JPN  | 19.050 |
| 6      | Viktor Klimenko | URS  | 18.950 |

### ringen
| rang   | sporter(s)       | land | punten |
| ------ | ---------------- | ---- | ------ |
| Goud   | Akinori Nakayama | JPN  | 19.450 |
| Zilver | Mikhail Voronin  | URS  | 19.325 |
| Brons  | Sawao Kato       | JPN  | 19.225 |
| 4      | Mitsuo Tsukahara | JPN  | 19.125 |
| 5      | Takeshi Kato     | JPN  | 19.050 |
| 6      | Sergej Diomidov  | URS  | 18.975 |

### sprong
| rang   | sporter(s)       | land | punten |
| ------ | ---------------- | ---- | ------ |
| Goud   | Mikhail Voronin  | URS  | 19.000 |
| Zilver | Yukio Endo       | JPN  | 18.950 |
| Brons  | Sergej Diomidov  | URS  | 18.925 |
| 4      | Takeshi Kato     | JPN  | 18.775 |
| 5      | Akinori Nakayama | JPN  | 18.725 |
| 6      | Eizo Kenmotsu    | JPN  | 18.650 |

### brug
| rang   | sporter(s)       | land | punten |
| ------ | ---------------- | ---- | ------ |
| Goud   | Akinori Nakayama | JPN  | 19.475 |
| Zilver | Mikhail Voronin  | URS  | 19.425 |
| Brons  | Viktor Klimenko  | URS  | 19.225 |
| 4      | Takeshi Kato     | JPN  | 19.200 |
| 5      | Eizo Kenmotsu    | JPN  | 19.175 |
| 6      | Václav Kubička   | TCH  | 18.950 |

### rekstok
| rang  | sporter(s)       | land | punten |
| ----- | ---------------- | ---- | ------ |
| Goud  | Akinori Nakayama | JPN  | 19.550 |
| Goud  | Mikhail Voronin  | URS  | 19.550 |
| Brons | Eizo Kenmotsu    | JPN  | 19.375 |
| 4     | Klaus Köste      | GDR  | 19.225 |
| 5     | Sergej Diomidov  | URS  | 19.150 |
| 6     | Yukio Endo       | JPN  | 19.025 |

## Dames

### team
| rang   | sporter(s) | land | punten |
| ------ | --- | ---- | ------ |
| Goud   | Zinaida Voronina Natalja Koetsjinskaja Larissa Petrik Olga Karasjova Ljoedmila Toerisjtsjeva Ljoebov Boerda          | URS  | 382.85 |
| Zilver | Věra Čáslavská Bohumila Řimnáčová Miroslava Skleničková Mária Krajčírová Hana Lišková Jana Kubičková                 | TCH  | 382.20 |
| Brons  | Erika Zuchold Karin Janz Maritta Bauerschmidt Ute Starke Marianne Noack Magdalena Schmidt                            | GDR  | 379.10 |
| 4      | Kazue Hanyu Miyuki Matsuhisa Taniko Mitsukuri Chieko Oda Mitsuko Kandori Kayoko Hashiguchi                           | JPN  | 375.45 |
| 5      | Ágnes Bánfai Anikó Jánosiné Ducza Katalin Schmittné Makray Márta Erdősiné Tolnai Katalin Szállné Müller Ilona Békési | HUN  | 369.80 |
| 6      | Cathy Rigby Linda Metheny Joyce Tanac Kathy Gleason Colleen Mulvihill Wendy Cluff                                    | USA  | 369.75 |
| 7      | Evelyne Letourneur Jacqueline Brisepierre Mireille Cayre Françoise Nourry Dominique Lauvard Nicole Bourdiau          | FRA  | 361.75 |
| 8      | Maria Karatsjka Vania Marinova Veselina Patsjeva Neli Stojanova Raina Atanasova                                      | BUL  | 355.10 |

### individuele meerkamp
| rang   | sporter(s)            | land | punten |
| ------ | --------------------- | ---- | ------ |
| Goud   | Věra Čáslavská        | TCH  | 78.25  |
| Zilver | Zinaida Voronina      | URS  | 76.85  |
| Brons  | Natalja Koetsjinskaja | URS  | 76.75  |
| 4      | Larissa Petrik        | URS  | 76.70  |
| 4      | Erika Zuchold         | GDR  | 76.70  |
| 6      | Karin Janz            | GDR  | 76.55  |
| 7      | Olga Karasjova        | URS  | 76.00  |
| 7      | Bohumila Řimnáčová    | TCH  | 76.00  |

### sprong
| rang   | sporter(s)            | land | punten |
| ------ | --------------------- | ---- | ------ |
| Goud   | Věra Čáslavská        | TCH  | 19.775 |
| Zilver | Erika Zuchold         | GDR  | 19.625 |
| Brons  | Zinaida Voronina      | URS  | 19.500 |
| 4      | Mária Krajčírová      | TCH  | 19.475 |
| 5      | Natalja Koetsjinskaja | URS  | 19.375 |
| 6      | Miroslava Skleničková | TCH  | 19.325 |

### brug met ongelijke leggers

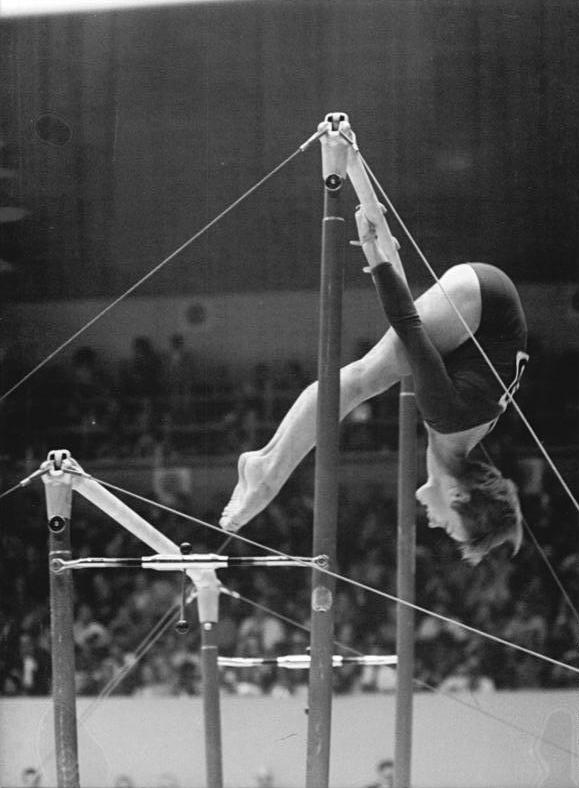
De Oost-Duitse Karin Janz, winnaar van het zilver

| rang   | sporter(s)            | land | punten |
| ------ | --------------------- | ---- | ------ |
| Goud   | Věra Čáslavská        | TCH  | 19.650 |
| Zilver | Karin Janz            | GDR  | 19.500 |
| Brons  | Zinaida Voronina      | URS  | 19.425 |
| 4      | Bohumila Řimnáčová    | TCH  | 19.350 |
| 5      | Erika Zuchold         | GDR  | 19.325 |
| 6      | Miroslava Skleničková | TCH  | 18.200 |

### evenwichtsbalk
| rang   | sporter(s)            | land | punten |
| ------ | --------------------- | ---- | ------ |
| Goud   | Natalja Koetsjinskaja | URS  | 19.650 |
| Zilver | Věra Čáslavská        | TCH  | 19.575 |
| Brons  | Larissa Petrik        | URS  | 19.250 |
| 4      | Karin Janz            | GDR  | 19.225 |
| 4      | Linda Metheny         | USA  | 19.225 |
| 6      | Erika Zuchold         | GDR  | 19.150 |

### vloer
| rang  | sporter(s)            | land | punten |
| ----- | --------------------- | ---- | ------ |
| Goud  | Věra Čáslavská        | TCH  | 19.675 |
| Goud  | Larissa Petrik        | URS  | 19.675 |
| Brons | Natalja Koetsjinskaja | URS  | 19.650 |
| 4     | Zinaida Voronina      | URS  | 19.550 |
| 5     | Olga Karasjova        | URS  | 19.325 |
| 5     | Bohumila Řimnáčová    | TCH  | 19.325 |

## Medaillespiegel
| rang   | land              | goud | zilver | brons | totaal |
| ------ | ----------------- | ---- | ------ | ----- | ------ |
| 1      | Japan             | 6    | 2      | 4     | 12     |
| 2      | Sovjet-Unie       | 5    | 5      | 8     | 18     |
| 3      | Tsjecho-Slowakije | 4    | 2      | 0     | 6      |
| 4      | Joegoslavië       | 1    | 0      | 0     | 1      |
| 5      | DDR               | 0    | 2      | 2     | 4      |
| 6      | Finland           | 0    | 1      | 0     | 1      |
| totaal | totaal            | 16   | 12     | 14    | 42     |